# Polycanthagyna
Polycanthagyna är ett släkte av trollsländor. Polycanthagyna ingår i familjen mosaiktrollsländor.
Kladogram enligt Catalogue of Life:
| Polycanthagyna | \| \| Polycanthagyna chaoi \| \| \| \| \| \| Polycanthagyna erythromelas \| \| \| \| \| \| Polycanthagyna melanictera \| \| \| \| |
|                | \| \| Polycanthagyna chaoi \| \| \| \| \| \| Polycanthagyna erythromelas \| \| \| \| \| \| Polycanthagyna melanictera \| \| \| \| |
|                | Polycanthagyna chaoi |
|                | |
|                | Polycanthagyna erythromelas |
|                | |
|                | Polycanthagyna melanictera |
|                | |